# Edelsheim-Gyulai Ilona
Gróf marosnémethi és nádaskai Edelsheim-Gyulai Ilona Mária Andrea Gabriella (Budapest, 1918. január 14. – Lewes, 2013. április 18.) Horthy István kormányzóhelyettes felesége, a második világháborúban önkéntes ápolónő.

## Élete

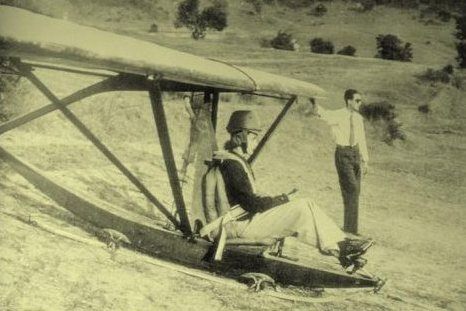
Horthy Istvánné a Tücsök pilótájaként

1918-ban született ifj. gróf Edelsheim-Gyulai Lipót és verőczei gróf Pejacsevich Gabriella  (1894-1977), harmadik lányaként. Gyermekkorát családja felvidéki birtokán, az akkor már Csehszlovákiához tartozó Felsőelefánton töltötte. 1940. február 1-jén ismerkedett meg jövendőbeli férjével, majd 1940. április 27-én feleségül ment vitéz nagybányai Horthy Istvánhoz, Horthy Miklós kormányzó fiához, aki 1942. augusztus 20-án repülőszerencsétlenségben életét vesztette. Egy fiuk született 1941. január 17-én, István.
Szerteágazó közéleti, majd megözvegyülése után reprezentatív szerepet játszott. A Magyar Asszonyok Nemzeti Szövetségében a vasúti szakosztályt vezette. 1942 júniusában vitorlázó repülővizsgát tett. A világháború során 1942. március 4. és május 28. között ápolási tanfolyamot végzett és vöröskeresztes nővérként dolgozott, majd 1944. február 1. és március 30. között műtősnői képzést is kapott és műtőasszisztensi szolgálatot teljesített. Szerepet vállalt a zsidók megmentésében, ő juttatta el Horthy Miklóshoz az Auschwitz-jegyzőkönyvet, amelyből világossá vált, hogy a magyarországi zsidókat nem munkaszolgálatra, hanem kiirtásra viszik. Ennek hatására szüntette be a deportálásokat a kormányzó. 1944-ben közreműködött a kiugrási kísérletben.
Követte a kormányzót a német fogságba, az amerikai hadifogságba, majd a portugáliai emigrációba is, ahol a volt kormányzó levelezését intézte. Második férje Guy Bowden brit ezredes volt. Emlékiratai Becsület és kötelesség címen jelentek meg. A magyarországi rendszerváltozást követően többször járt Magyarországon, ahol Horthy Miklós végakaratának megfelelően  intézte a kormányzó és felesége kenderesi újratemetését. 2013. április 18-án hunyt el angliai otthonában. Földi maradványait 2013. május 2-án a kenderesi temetőben lévő családi mauzóleumban helyezték örök nyugalomra.

## Művei
- Horthy István repülő főhadnagy tragikus halála. Farkas György harctéri naplója. Szemtanúk és visszaemlékezők írásai. Ötven éve történt...; szerk. Antal László; Auktor, Bp., 1992
- The tragic death of flight Lt. Stephen Horthy vice-regent of Hungary. The war diary of György Farkas. The accounts of eye-witnesses. Stephen Horthy remembered by his colleagues (Ötven éve történt... Horthy István repülő főhadnagy tragikus halála); összeáll. Horthy Istvánné Edelsheim-Gyulai Ilona Stephen Horthy, szerk. Antal László, angolra ford. Anna Nilsen; Universe, Englewood, 1997
- Becsület és kötelesség, 1-2.; szerk. Ocsovai Gábor, képvál. Stemlerné Balog Ilona; Európa, Bp., 2001–2002
  - 1. 1918–1944
  - 2. 1945–1998

## Elismerései
- 1993 – A Magyar Köztársasági Érdemrend középkeresztje
- 2009 – Kenderes díszpolgára
- 2011 – Budapest I. kerületének díszpolgára[2]